# Inner Secrets
Inner Secrets é o nono álbum de estúdio da banda americana Santana, lançado em outubro de 1978 e chegou a 27ª posição nas paradas da Billboard.
As canções "One Chain (Don't Make No Prison)" e "Stormy" também figuraram na Billboard Hot 100, alcançando as 53ª e 32ª colocações, respectivamente.

## Faixas
| N.º | Título                             | Música                                      | Duração |  |
| 1.  | "Dealer/Spanish Rose"              | Capaldi/Santana                             | 5:51    |  |
| 2.  | "Move On"                          | Santana, Rhyne                              | 4:26    |  |
| 3.  | "One Chain (Don't Make No Prison)" | Lambert, Potter                             | 7:13    |  |
| 4.  | "Stormy"                           | Buie, Cobb                                  | 4:46    |  |
| 5.  | "Well All Right"                   | Norman Petty, Buddy Holly, Allison, Mauldin | 4:11    |  |
| 6.  | "Open Invitation"                  | Santana, Lambert, Potter, Walker, Margen    | 4:47    |  |
| 7.  | "Life Is a Lady/Holiday"           | Lambert, Santana                            | 3:48    |  |
| 8.  | "The Facts of Love"                | Lambert, Potter                             | 5:32    |  |
| 9.  | "Wham!"                            | Santana, Lear, Peraza, Rekow, Escovedo      | 3:28    |  |